# Boettgeria obesiuscula
Boettgeria obesiuscula es una especie de molusco gasterópodo de la familia Clausiliidae en el orden de los Stylommatophora.

## Distribución geográfica
Es  endémica de Madeira.